# روثس
روثس (به انگلیسی: Rothes) یک شهرک در اسکاتلند است که در موری واقع شده است. روثس ۱٬۲۵۲ نفر جمعیت دارد.